# Maigné
Maigné är en kommun i departementet Sarthe i regionen Pays de la Loire i nordvästra Frankrike. Kommunen ligger i kantonen Brûlon som tillhör arrondissementet La Flèche. År 2022 hade Maigné 336 invånare.

## Befolkningsutveckling
Antalet invånare i kommunen Maigné
| Referens: INSEE |